# 鄭伊瑞
鄭伊瑞（韓語：정이서，1993年8月13日—），另譯作鄭伊書、鄭貽西、鄭怡瑞，韓國女演員。

## 演出作品

### 電視劇
- 2017年：JTBC《青春時代2》
- 2018年：《我的前任日記》飾演 李寶娜
- 2019年：OCN《Voice 3》飾演 權世英[2]
- 2019年：Watcha《貓咪調酒師》飾演 恩珠
- 2019年：KBS2《Drama Special-Goodbye B1》飾演 朴敬惠
- 2020年：tvN《九尾狐傳》飾演 金世綸[3][4]
- 2021年：tvN《我的上流世界》飾演 金宥妍(青年)
- 2021年：KBS2《Drama Special-三》飾演 禹亨珠
- 2021年：JTBC《雪降花》飾演 申慶子
- 2022年：Netflix《殭屍校園》飾演 金賢珠(EP1.2)
- 2022年：Watcha《沙漠之王》飾演 羅伊書[5]
- 2023年：tvN《O`PENing-請不要戳桃子》飾演 張河九 / 姜海淑
- 2024年：Netflix《殺人者的難堪》飾演 宣如玉
- 2025年：Netflix《苦盡柑來遇見你》飾演 宋富善

### 電影
- 2014年：《群盜》
- 2015年：短篇《Revolution(레볼루션》
- 2015年：短篇《聽見你的聲音(너의 목소리가 들려)》
- 2015年：短篇《安慰(위로)》
- 2016年：短篇《Good morning, Vietnam(굿모닝 베트남)》
- 2017年：短篇《法語的內頁블란서의 간지)》飾演 東樺
- 2017年：短篇《暴富(돈벼락)》
- 2017年：短篇《跑腿買大豆油(콩기름 심부름길)》
- 2017年：《Real》飾演 秘密俱樂部癮君子
- 2018年：《壽城池》飾演 信仰者
- 2018年：短篇《散步(산책)》飾演 女人
- 2019年：《寄生上流》飾演 披薩店老闆[6]
- 2020年：短篇《7月7日》飾演 美珠[7]
- 2020年：《菜英文沒在怕》飾演 監察室職員
- 2020年：《喬瑟與老虎、魚》飾演 娜英
- 2022年：《分手的決心》飾演 劉美智
- 2023年：《她的愛好生活》飾演 正仁[8]
- 2024年：《殺手們》飾演 恩地

## 提名及獲獎
| 年份   | 頒獎典禮               | 獎項               | 作品             | 結果 |
| ------ | ---------------------- | ------------------ | ---------------- | ---- |
| 2023年 | 第27屆富川國際奇幻影展 | 韓國奇幻单元演員獎 | 《她的愛好生活》 | 獲獎 |
| 2024年 | 第33屆釜日電影獎       | 最佳新人女演員     | 《她的愛好生活》 | 提名 |

## 外部連結
- 鄭伊瑞的Instagram帳戶
- 鄭伊瑞在NAVER上的资料
- 鄭伊瑞在韩国电影数据库（KMDb）上的資料（韓語）
- 鄭伊瑞在互联网电影资料库（IMDb）上的資料（英文）
- 鄭伊瑞在豆瓣上的资料（简体中文）